# Маяк Гринс-Ледж
Маяк Гринс-Ледж (англ. Greens Ledge Light) — маяк, расположенный в проливе Лонг-Айленд недалеко от города Норуолк, округ Фэрфилд, штат Коннектикут, США. Построен в 1902 году. Автоматизирован в 1972 году. Административно принадлежит городу Норуолк.

## Местоположение
Маяк расположен в проливе Лонг-Айленд, перед группой небольших скал и островов, называемой островами Норуолк, близ гавани города Норуолк. Он предупреждает об опасности, поскольку скалы рядом с ним практически не видны из-под воды даже во время штиля. Подобные одиноко стоящие среди толщи воды маяки называют «маяки-свечки» (англ. sparkplug lighthouse), поскольку по форме они напоминают автомобильную свечу зажигания.

## История
Навигацию до гавани города Норуолк обеспечивал маяк острова Шеффилд. Но его расположение было неудачным, и 3 марта 1899 года Конгресс США выделил 60 000 $ на строительство маяка для безопасной навигации до города Норуолк. В качестве места для маяка был выбран небольшой риф Гринс-Ледж. В 1902 году строительство было завершено. Форма для фундамента маяка состояла из металлических колец, поставленных друг на друга, она была заполнена смесью из камня и бетона. Вокруг фундамента была насыпана защитная отсыпь. Сама башня маяка высотой 16 метров была выполнена из чугуна, облицованного кирпичом. Для освещения использовалась линза Френеля. В этом же году маяк острова Шеффилд был выведен из эксплуатации. В 1906 году в этом же районе дополнительно был построен маяк Пек-Ледж для более безопасной навигации. В 1972 году Береговая охрана США автоматизировала маяк Гринс-Ледж.
В 1990 году он был включён в Национальный реестр исторических мест.
15 сентября 2016 года маяк был продан на аукционе за 150 000 $. Покупатель безвозмездно передал маяк обществу по сохранению маяка для проведения реставрационных работ.

## Фотографии
- Открытка 1907 года
- Фотография 1993 года